# Gabriela Rodríguez de Bukele
 (novembre 2024).
Le contenu est difficilement compréhensible vu les erreurs de traduction, qui sont peut-être dues à l'utilisation d'un logiciel de traduction automatique.
Gabriela Roberta Rodríguez de Bukele (née Rodríguez Perezalonso; San Salvador, 31 mars de 1985) est une éducatrice, psychologue et danseuse de ballet salvadorienne. Elle est la première dame du Salvador depuis le 1er juin 2019 en étant l'épouse du président du Salvador Nayib Bukele.

## Biographie
Elle est née le 31 mars 1985 au San Salvador, El Salvador. Elle est fille du salvadorien José Roberto Rodríguez Trabanino et de Arena Perezalonso d'origine nicaraguayenne, en étant la mineure de quatre sœurs.
Gabriela Rodríguez est intéressée dès son plus jeune âge par le ballet, en faisant partie de la compagnie de danse Fondation Ballet du Salvador. Rodríguez possède un doctorat en psychologie prénatale. En octobre 2018, elle fonde le premier centre d'enseignement prénatale du Salvador, dont elle est directrice. Elle est aussi la représentante régionale devant l'Association de Psychologie et Santé Pré et Périnatal (APPPAH),.

## Mairie de San Salvador
Pendant la période de maire de son mari Nayib Bukele, Gabriela se consacre à stimuler la création du premier Secrétariat de Culture et de la Secrétariat de la Femme et Famille de la Mairie de San Salvador, ainsi que le Ballet de San Salvador.
Elle dirige la récupération des centres de développement de l'enfant dans les marchés municipaux et la capitale salvadorienne en implémentant un programme éducatif. En plus des contrôles nutritionnels et sanitaires pour les enfants.

## Première dame du Salvador
Le 1er juin 2019, Nayib Bukele assume la présidence du Salvador, et elle devient la première dame du pays, un rôle qu'elle joue pendant la période présidentielle 2019-2024.
Comme première dame, elle accompagne Nayib Bukele dans quelques voyages officiels aussi bien que la visite d'État à la Chine, le Japon et Qatar en 2019 et la Turquie en 2022. Ainsi que la visite officielle à l'Assemblée générale des Nations unies dans le siège de l'ONU à New York en 2019 et 2022.
Grâce à son travail sur les questions de petite enfance, d’allaitement maternel et de sécurité alimentaire, El Salvador est désigné comme l’un des deux pays gardiens des salles d’allaitement du siège des Nations Unies à New York.
Au cours des années 2020 et 2021, elle dirige une consultation nationale sur la mise en œuvre de la Politique nationale Grandir ensemble. En 2022, elle demande à l'Assemblée législative d'approuver la loi Grandir ensemble pour la protection intégrale de la petite enfance, de l'enfance et de l'adolescence, qui remplace la loi pour la protection intégrale de l'enfance et de l'adolescence (LEPINA) et est entrée en vigueur le 1er décembre.
Elle commence la création, approbation et implémentation de la Loi Nacer con Cariño que dicte les soins que le personnel de santé doit fournir à la mère et à son fils avant, pendant et après l'accouchement.
En 2022, l'Organisation mondiale d'Éducation, Stimulation et Développement Enfantin lui a attribué le Prix mondial d'Enfances, dans la catégorie Politique et Société, ceci en raison des actions promues à travers la politique nationale Crecer Juntos.
Elle reçoit le Prix mondial de la science Eureka 2022 présenté par le Conseil mondial des universitaires et chercheurs universitaires de Colombie, décerné en raison de sa carrière universitaire, humaine et gouvernementale sur des questions liées à la petite enfance.

## Vie personnelle
Rodríguez rencontre Nayib Bukele en 2004 et ils se marient en décembre 2014. La première fille du couple, Layla, est née en août 2019. En novembre 2023 est née sa deuxième fille, Aminah,.